# Fernando C. Beaman

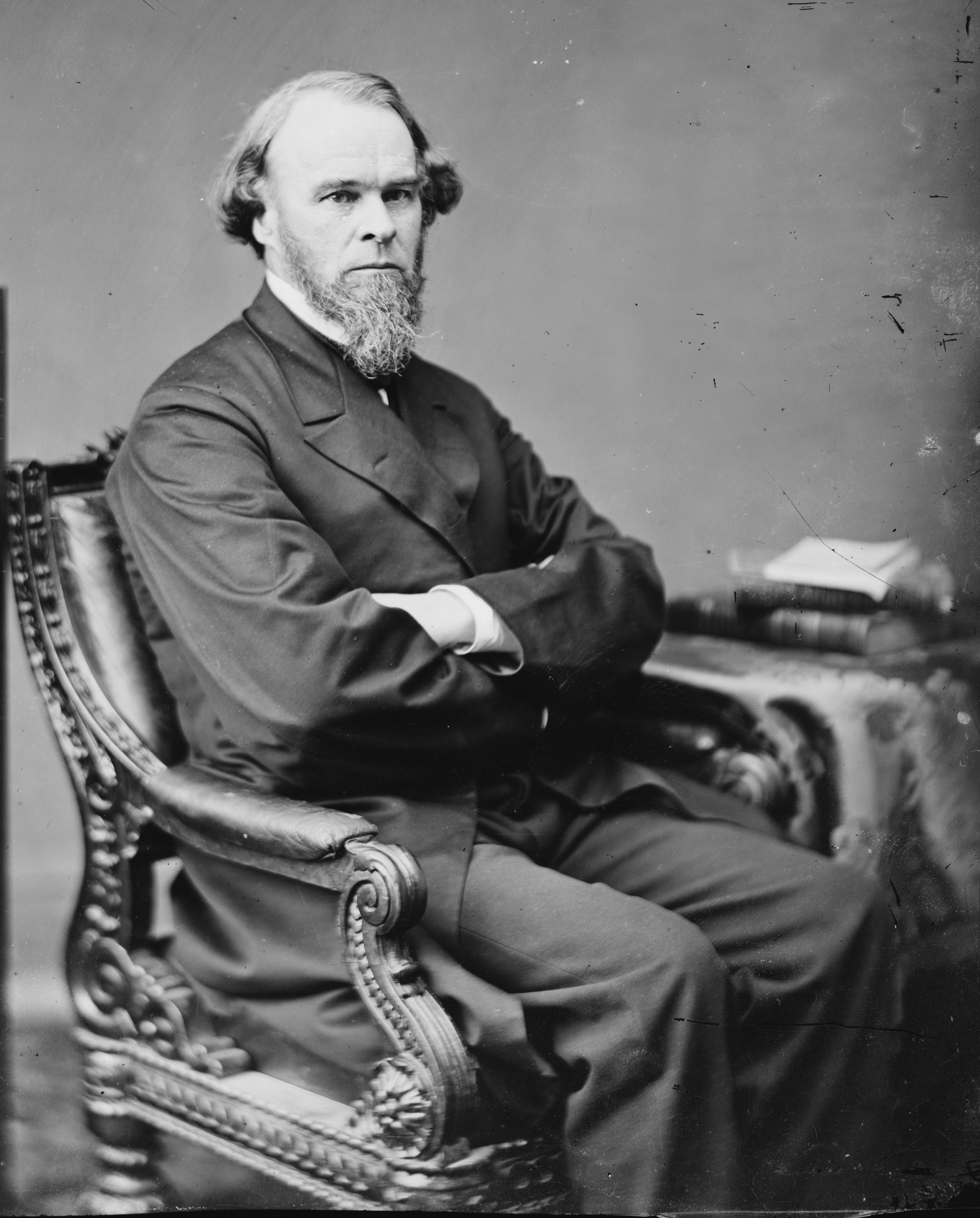
Fernando C. Beaman

Fernando Cortez Beaman (* 28. Juni 1814 in Chester, Vermont; † 27. September 1882 in Adrian, Michigan) war ein US-amerikanischer Politiker. Zwischen 1861 und 1871 vertrat er den Bundesstaat Michigan im US-Repräsentantenhaus.

## Werdegang
Im Jahr 1819 zog Fernando Beaman mit seinen Eltern auf eine Farm im Franklin County im Bundesstaat New York. Dort besuchte er die öffentlichen Schulen und die Malone Academy. Danach arbeitete er selbst für einige Zeit als Lehrer. 1836 zog er nach Rochester, zwei Jahre später dann nach Manchester in Michigan. Nach einem anschließenden Jurastudium und seiner im Jahr 1839 erfolgten Zulassung als Rechtsanwalt begann er in seinem neuen Beruf zu arbeiten. Seit 1843 lebte er in Adrian. Bis 1850 fungierte Beaman als Bezirksstaatsanwalt im Lenawee County. Außerdem war er juristischer Vertreter der Stadt Adrian.
Beaman war im Jahr 1854 Gründungsmitglied der Republikanischen Partei in Michigan. 1856 nahm er als Delegierter an der ersten Republican National Convention in Philadelphia teil, auf der John C. Frémont als Präsidentschaftskandidat nominiert wurde. Im gleichen Jahr wurde er zum Bürgermeister von Adrian gewählt. Zwischen 1856 und 1860 war Beaman Nachlassrichter im Lenawee County.
Bei den Kongresswahlen des Jahres 1860 wurde er im zweiten Wahlbezirk von Michigan in das US-Repräsentantenhaus in Washington, D.C. gewählt, wo er am 4. März 1861 die Nachfolge von Henry Waldron antrat. Nach vier Wiederwahlen konnte er bis zum 3. März 1871 fünf Legislaturperioden im Kongress absolvieren. Seit 1863 vertrat er dort als Nachfolger von Bradley F. Granger den ersten Distrikt seines Staates. Bis 1865 war die Arbeit des Kongresses von den Ereignissen des Bürgerkrieges geprägt. Danach kam es dort zu heftigen Diskussionen zwischen der Republikanischen Partei und Präsident Andrew Johnson um die Reconstruction, die in einem knapp gescheiterten Amtsenthebungsverfahren gegen den Präsidenten gipfelten. Im Jahr 1868 kam Alaska unter amerikanische Verwaltung. Von 1865 bis 1867 war Beaman Vorsitzender des Ausschusses für den Straßen- und Kanalausbau.
1870 verzichtete Beaman auf eine weitere Kandidatur. In den folgenden Jahren arbeitete er wieder als Anwalt in Adrian. Danach wurde er in den Jahren 1872 und 1876 zum Nachlassrichter im Lenawee County gewählt. Nach dem Tod von US-Senator Zachariah Chandler wurde Beaman als dessen Nachfolger nominiert. Aus gesundheitlichen Gründen lehnte er diese Berufung aber ab. Aus dem gleichen Grund verzichtete er auf einen Sitz am Obersten Gerichtshof seines Staates. Auch ein Angebot für eine Stelle beim Bureau of Indian Affairs musste er ablehnen. Fernando Beaman starb am 27. September 1882 in Adrian.